# Жолымбет
Жолымбет (каз. Жолымбет) — посёлок в Шортандинском районе Акмолинской области Казахстана, образует административно-территориальное образование «Посёлок Жолымбет» со статусом сельского округа. Код КАТО — 116839100. 

## География
Находится примерно в 49 км к востоку от районного центра посёлка Шортанды на правом берегу р. Ащылы-Айрық.
Абсолютная высота — 307 метров над уровнем моря.
Климат холодно-умеренный, с хорошей влажностью. Среднегодовая температура воздуха положительная и составляет около +3,7°С. Среднемесячная температура воздуха в июле достигает +19,8°С. Среднемесячная температура января составляет около -14,9°С. Среднегодовое количество осадков составляет около 395 мм. Основная часть осадков выпадает в период с июня по август.
Ближайшие населённые пункты: село Новосёловка — на западе, село Ошак — на северо-западе, село Каратобинское — на северо-востоке.
С территории посёлка начинается автодорога областного значения — КС-4« Жолымбет — Шортанды — Пригородное».

## История
Основан в 1932 году в связи с разработкой месторождения золота. Указом от 8.04.1940 г. населённый пункт при руднике Жолымбет отнесён к разряду рабочих посёлков с наименованием Жолымбет.

## Население
В 1999 году население посёлка составляло 5218 человек (2583 мужчины и 2635 женщин), в 2004 году — 4,2 тыс. человек. По данным переписи 2009 года, в посёлке проживало 4258 человек (2118 мужчин и 2140 женщин).

## Инфраструктура
В посёлке расположены управление горно-обогатительного комбината «Казахалтын», золотой рудник.